# جيسيكا دبلن
جيسيكا دبلن (بالإنجليزية: Jessica Dublin)‏ هي ممثلة أمريكية، ولدت في 9 يوليو 1918 بنيويورك في الولايات المتحدة، وتوفيت بنفس المكان في 21 يوليو 2012.

## وصلات خارجية
- جيسيكا دبلن على موقع IMDb (الإنجليزية)
- جيسيكا دبلن على موقع ألو سيني (الفرنسية)
- جيسيكا دبلن على موقع أول موفي (الإنجليزية)
- جيسيكا دبلن على موقع قاعدة بيانات الأفلام السويدية (السويدية)
- جيسيكا دبلن على موقع قاعدة بيانات الفيلم (الإنجليزية)
- جيسيكا دبلن على موقع كينوبويسك (الروسية)